# Peperomia robleana
Peperomia robleana är en pepparväxtart som beskrevs av Trel. & Yunck.. Peperomia robleana ingår i släktet peperomior, och familjen pepparväxter. Inga underarter finns listade i Catalogue of Life.